# Producent (biologia)
Producent – organizm wytwarzający związki organiczne ze związków nieorganicznych tworząc w ten sposób pierwszy poziom troficzny.
Producenci są jednym z trzech (obok konsumentów i reducentów) składników biocenozy. Stanowią podstawę łańcuchów pokarmowych. Producenci ze względu na strategie metaboliczną są autotrofami. 